# Gradil
Gradil ist ein Ort und eine ehemalige Gemeinde (Freguesia) im portugiesischen Kreis Mafra. Die Gemeinde hatte 1228 Einwohner (Stand 30. Juni 2011).
Am 29. September 2013 wurden die Gemeinden Gradil, Vila Franca do Rosário und Enxara do Bispo zur neuen Gemeinde União das Freguesias de Enxara do Bispo, Gradil e Vila Franca do Rosário zusammengeschlossen.